# Frederic Baraga
Frederic Baraga, né le 29 juin 1797 en Basse-Carniole, mort le 19 janvier 1868 à Marquette dans le Michigan, est un missionnaire catholique slovène aux États-Unis. Il est aussi grammairien des langues amérindiennes.
Ordonné prêtre en Slovénie, Frederic Barage est vicaire pendant sept ans, puis se porte volontaire pour les missions en Amérique du Nord. Parmi les Amérindiens, il apprend leur langue et défend leur cause pour leur éviter d'être déplacés. Il leur écrit des ouvrages de spiritualité en outaouais et en ojibwé, ainsi que des dictionnaires et des grammaires.
Il devient le premier évêque du diocèse catholique de Marquette, dans le Michigan. Le diocèse a son siège à Sault Sainte-Marie ; il le dirige pendant quinze ans.
Ses lettres sur son travail missionnaire sont largement publiées en Europe. Elles incitent saint John Neumann et le père Francis Xavier Pierz à émigrer à leur tour aux États-Unis.
En 2012, le pape Benoît XVI reconnaît l'héroïcité des vertus de Frederic Baraga et le proclame ainsi « vénérable ».

## Biographie

### Jeunesse, formation
Frederic Baraga est né au manoir de Mala Vas (Kleindorf en allemand), près du village de Dobrnič, dans la Basse-Carniole, une province du duché de Carniole de la monarchie des Habsbourg. Aujourd'hui, ce village fait partie de la municipalité de Trebnje en Slovénie. Il est baptisé sous les prénoms de Irenaeus Frederic (Irénée Frédéric), mais son premier prénom n'a jamais été utilisé.
Il est le quatrième des cinq enfants de John Nepomuc et Maria Katherine Josefa de Jencic Baraga. Sa mère hérite, à la succession de son père, du domaine de Mala Vas, avec une fortune substantielle. Sa mère meurt en 1808, quand il a onze ans, et son père meurt quatre ans plus tard, en 1812. Frederic passe son enfance dans la maison du docteur George Dolinar, professeur laïc au séminaire diocésain de Ljubljana.
Frederic Baraga grandit à l'époque des guerres napoléoniennes, lorsque la France a envahi pendant quelque temps les terres slovènes de l'empire autrichien. En conséquence, la langue officielle d'enseignement dans les écoles qu'il fréquente change plusieurs fois au cours de son enfance entre le slovène et l'allemand. À l'âge de neuf ans, il parle également couramment le français. De plus, le latin et le grec sont alors des matières obligatoires pour tous les étudiants. Ainsi, à 16 ans, Frédéric Baraga est polyglotte, une compétence qui lui sera bien utile bien plus tard.

### Jeune prêtre
À l'université de Vienne, Frederic Baraga étudie le droit. Il en est diplômé en 1821. Influencé par Clement Mary Hofbauer, il intègre ensuite le séminaire de Ljubljana.
À l'âge de 26 ans, il est ordonné prêtre catholique le 21 septembre 1823 dans la cathédrale Saint-Nicolas par Augustin Johann Joseph Gruber, évêque de Ljubljana. Jeune prêtre, il est d'abord vicaire à Saint-Martin, près de Kranj, puis à Metlika, dans la Basse-Carniole. Le père Baraga s'oppose fermement au jansénisme. C'est à cette époque qu'il écrit un livre de spiritualité en slovène intitulé Dušna Paša (Nourriture spirituelle).

### Parmi les Amérindiens
En 1830, Frederic Baraga répond à l'appel de Mgr Edward Fenwick, évêque de Cincinnati, qui demande à des prêtres de l'aider à s'occuper de son troupeau de plus en plus nombreux, comportant un vaste territoire de mission. Il quitte son pays natal le 29 octobre 1830 et arrive à New York le 31 décembre suivant. Il parvient à Cincinnati dans l'Ohio le 18 janvier 1831. Pendant l'hiver et le printemps, il travaille parmi les immigrants allemands de la région. En même temps, il étudie l'Outaouais, une branche des langues algonquiennes. En mai 1831, il est envoyé à la mission indienne d'Ottawa à Arbre Croche, actuellement Cross Village, dans le Michigan, pour compléter sa maîtrise de la langue.
En 1837, il publie Otawa Anamie-Misinaigan, qui est le premier livre écrit en Outaouais. Cet ouvrage comporte un catéchisme catholique et un ensemble de prières. Après un bref séjour dans une mission à Grand Rapids, dans le Michigan, en 1835, Frederic Baraga déménage au nord pour servir parmi les Indiens Ojibwés (Chippewa) à La Pointe, dans le Wisconsin, dans une ancienne mission jésuite au bord du lac Supérieur. En 1843, il fonde une mission à L'Anse, dans le Michigan. Il reçoit pendant cette période le surnom de « Prêtre des raquettes à neige » parce qu'il parcourt des centaines de kilomètres chaque année en raquettes pendant les hivers rigoureux.
Frederic Baraga s'efforce de protéger les Indiens, et de leur éviter d'être déplacés de force. Il travaille aussi à la publication d'un dictionnaire et d'une grammaire de la langue Ojibwé.
Les textes qu'il publie au cours de ses années missionnaires permettent de faire connaître aux Slovènes les divers aspects de la culture amérindienne et des États-Unis.

### Évêque de Marquette
Frederic Baraga est nommé évêque le 29 juillet 1853 par le pape Pie IX, pour exercer les fonctions de vicaire épiscopal du Haut Michigan, avec la dignité d'évêque titulaire d'Amyzon (de). Il est ordonné évêque le 1er novembre 1853 à Cincinnati, dans la cathédrale Saint-Pierre-aux-Liens, par l'archevêque John Purcell,. Il est en 1857 le premier évêque du diocèse catholique de Sault Sainte-Marie au Michigan, aujourd'hui diocèse de Marquette.
Il commence à tenir un journal à partir du 27 juillet 1852. Il le rédige en plusieurs langues, surtout l'allemand, mais aussi avec de l'anglais, du français, du slovène, de l'outaouais, du latin et de l'italien. Il y note des récits de ses voyages missionnaires et de ses relations avec sa sœur Amalia. À cette époque, la région connaît une explosion démographique, car les immigrants européens sont attirés par le travail dans les mines de cuivre et de fer qui se développent près de Houghton, de Ontonagon et de Marquette. Cela présente un défi car il dispose de peu de prêtres et il doit répondre aux besoins des mineurs immigrants et des Amérindiens. L'augmentation du développement et de la population favorise l'amélioration des transports sur le lac Supérieur.
La seule façon de voyager en hiver était de faire de la raquette, ce que l'évêque continue de pratiquer jusqu'à la soixantaine. Son ministère est complexifié par la grande diversité des peuples de la région, parmi lesquels les habitants autochtones, les colons d'origine canadienne-française et les nouveaux mineurs immigrants allemands et irlandais.
Des difficultés de recrutement des prêtres apparaissent à cause des nombreuses langues utilisées sur le territoire diocésain ; bien que lui-même parle couramment huit langues, il a du mal à trouver des prêtres capables de faire de même. Par ailleurs, il se rend deux fois en Europe pour collecter des fonds pour son diocèse. Lors d'un voyage, l'empereur François-Joseph Ier d'Autriche lui offre une croix précieuse et une bague épiscopale. L'évêque les vendra plus tard pour ses œuvres.
Mgr Baraga écrit de nombreuses lettres à la Société pour la propagation de la Foi. Il y décrit ses activités missionnaires. La Société les publie largement comme exemples des missions qu'elle subventionne en Amérique du Nord. Ces récits et incitent le futur saint John Neumann et le père Francis Xavier Pierz à partir œuvrer aux États-Unis. Au fil du temps, Frederic Baraga devient célèbre dans toute l'Europe pour son apostolat et son œuvre. Au cours des dix dernières années de sa vie, son état de santé se dégrade progressivement. Il devient sourd par intermittences, et subit plusieurs chocs. En 1865, il écrit au pape Pie IX pour demander la canonisation de son ancien confesseur, Clement Hofbauer.
Il meurt le 19 janvier 1868 à Marquette, dans le Michigan. Il y est enterré dans la crypte sous la cathédrale Saint-Pierre.

## Procédure de béatification
La cause en béatification de Frederic Baraga est ouverte au niveau diocésain en 1952 par Thomas Lawrence Noa, huitième évêque du diocèse de Marquette. Après l'instruction diocésaine, la cause est ensuite transférée à Rome, où la procédure vaticane commence en 1973. Le diocèse prévoit de déplacer ses restes dans une nouvelle chapelle plus accessible, destinée à la vénération, dans la partie supérieure de la cathédrale Saint-Pierre de Marquette.
Ses vertus ayant été reconnues héroïques, Frederic Baraga est déclaré vénérable par le pape Benoît XVI le 10 mai 2012.
Maintenant qu'il est reconnu vénérable, le Vatican enquête sur la possible reconnaissance d'un miracle pour ouvrir la voie à sa béatification.

## Hommages

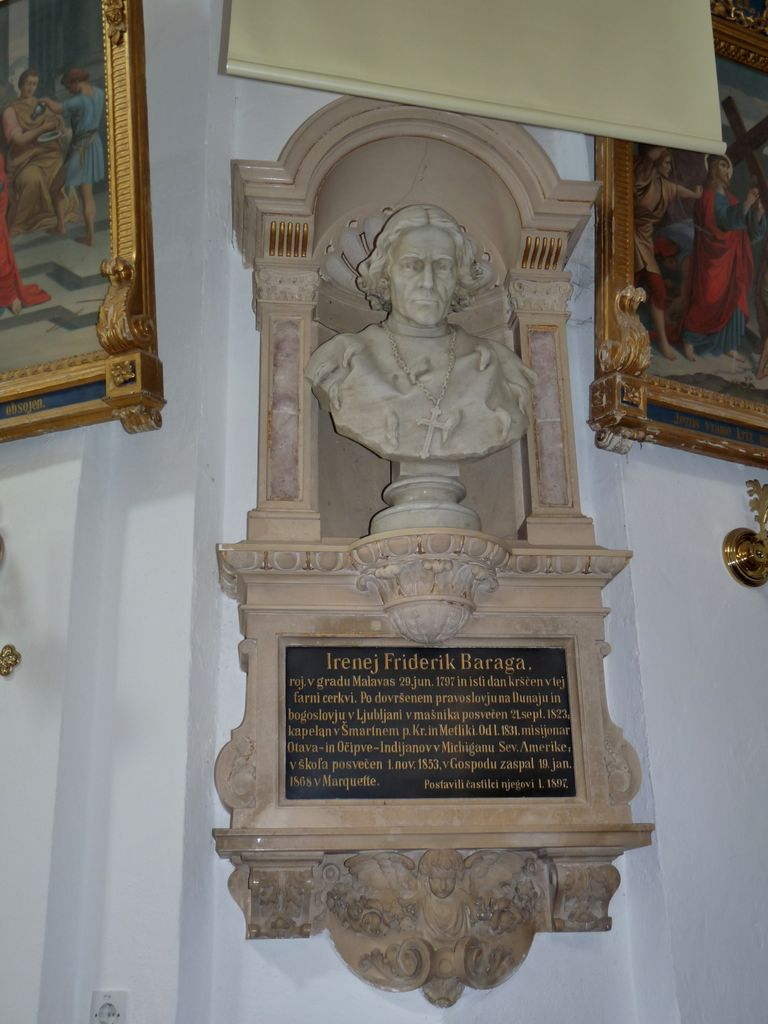
Buste et plaque à Saint-Georges de Dobrnič, à Trebnje, en Slovénie.

Plusieurs lieux portent son nom dans le Michigan : le village de Baraga, Baraga Township, le comté de Baraga, et le Baraga State Park.
Une rue de Milwaukee porte aussi son nom.
Une plaque provinciale de l'Ontario est placée sur les terrains de l'église Notre-Dame des Douleurs à Goulais Bay, qui a été construite par Frederic Baraga lui-même.
Un sculpture de Jack E. Anderson le représente à L'Anse.
Un buste et une plaque sont en son honneur dans l'église Saint George dans le quartier de Dobrnič, à Trebnje, en Slovénie.
Des écoles catholiques portent son nom à Iron Mountain et à Cheboygan.
Frederic Baraga avait élevé en 1846 une croix, à l'embouchure de la Cross River, en remerciement d'être sorti indemne d'une tempête sur le lac Michigan. La croix de bois est remplacée par une croix en granit.
Au sanctuaire Notre-Dame de Guadalupe à La Crosse, un autel lui est dédié.
Le 24 juillet 2012, une statue en bronze de Frederic Baraga est inaugurée à Grand Rapids, rendant hommage à ses efforts déployés pour établir en 1833 la première mission catholique à cet endroit.
Baraga est le nom d'un réseau six radios catholiques, dans le Nord Michigan.
Le United States Postal Service émet une carte postale commémorative à 13 cents, lui rendant hommage.